# 隆芙大道
隆芙大道，亦称吉隆坡－芙蓉高速公路是马来西亚吉隆坡市内的主要高速公路之一。该大道的北端连接吉隆坡皇宫路，南端连接吉隆坡新街场收费站，全长8.1公里（5.0英里）。

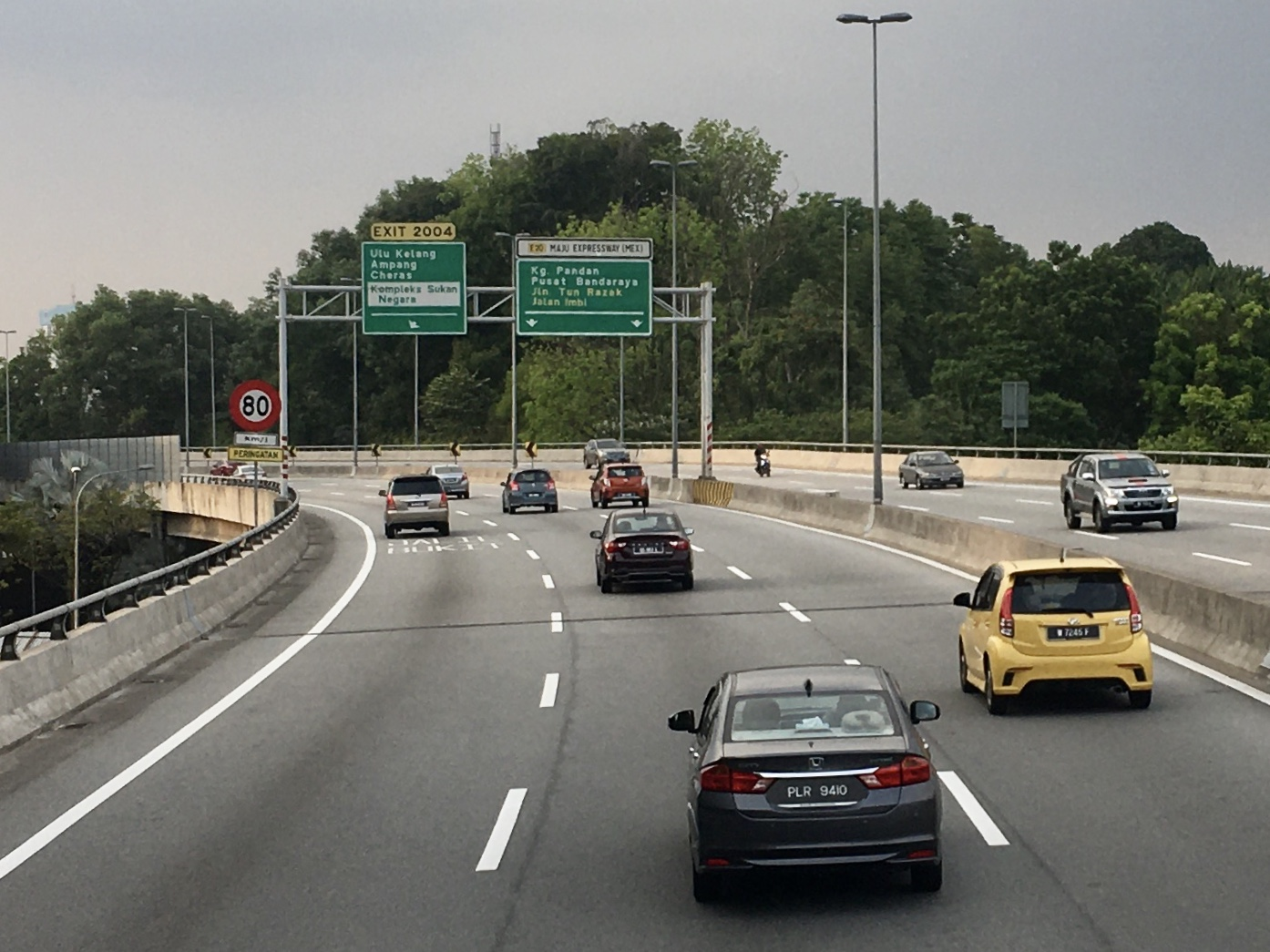
隆芙大道武吉加里爾出口

有些地图将隆芙大道标记为E2，因为该大道直接与南北大道南段相连； 但严格来说，这个标记并不正确。该大道不是由南北大道公司管理，而是由ANIH有限公司 （前称Metramac Corporation私人有限公司）管理。有鉴于此，在新街场收费站所收的过路费乃包括维护隆芙大道的费用。
于2007年，隆芙大道与东西连贯大道一起归为E37路线。